# Hosszúerdő-hegyi-rókalyuk
A Hosszúerdő-hegyi-rókalyuk a Duna–Ipoly Nemzeti Parkban lévő Budai Tájvédelmi Körzetben, a Budai-hegységben található egyik barlang.

## Leírás
Remeteszőlős külterületén, a Hosszúerdő-hegyen, fokozottan védett területen helyezkedik el a barlang. A Hosszúerdő-hegyi-rókalyuk a Budapest-Máriaremete (Budapest II. kerülete) szélén emelkedő Hosszúerdő-hegy DNy-i oldalában lévő két kőfejtő közül a nyugatiban fekszik. A kőfejtő É-i, középső részén, 4–5 m magas tagolt sziklafal aljában, 322 m tszf. magasságban, nagyon töredezett kőzetvázban van a barlang bejárata. A barlangbejárat, azaz a felvehető legnagyobb zárt szelvény lényegesen nagyobb a tényleges bejáratnál, mely egy kb. 50×60 cm-es nyílás. Ezen be/lebújva lehet az üreg belsejébe jutni.
A barlang csak négykézláb járható. Majdnem a teljes barlang az agyagos kitöltés eltávolításának köszönheti jelenlegi méretét. Képződmények nincsenek az üregben. Agyagos kitöltés borítja a négyzetes szelvényű alagútszerű járat aljzatát, az üreg vége felé pedig annak szinte teljes szelvényét kitölti. A barlangból eltávolított, törmelékes anyagot közvetlenül a barlang előtt halmozták fel, és járóösvényt alakítottak ki belőle. A könnyen megközelíthető, könnyen, utcai ruhában járható barlang megtekintéséhez nem szükséges engedély.

## Kutatástörténet
2004-ben Gazda Attila mérte fel a barlangot, majd 2004. augusztus 28-án a felmérés felhasználásával megszerkesztette a Hosszúerdő-hegyi-rókalyuk (Nagykovácsi) alaprajz térképét, hosszmetszet térképét és keresztmetszet térképét. Az alaprajz térképen látható a hosszmetszet és a keresztmetszet elhelyezkedése a barlangban. Az alaprajz térkép használatához a térképlapon jelölve van az É-i irány.
A barlang 2004. augusztus 28-án, BTI kataszteri felvétel alapján készült nyilvántartólapja szerint a 4750-es barlangkataszteri területen lévő Hosszúerdő-hegyi-rókalyuk a Budai-hegységben lévő Nagykovácsin (Pest megye) található. Az üreg bejáratának koordinátái: X: 246000, Y: 641387, Z: 322. Kőfejtőben található sziklafal aljában van a barlang 0,8 m széles, 1,25 m magas, természetes jellegű, íves alakú és lejtő tengelyirányú bejárata. A részletesen felmért barlang 3,5 m hosszú, 2 m függőleges kiterjedésű, 1,5 m magas, 0,5 m mély és 3,5 m vízszintes kiterjedésű. Felső triász mészkőben (dachsteini mészkőben) húzódik az üreg. A barlang kialakulását előkészítette a tektonika. Az üreg korrózió miatt jött létre.
Az egyszerű (egyszintes) térformájú barlang vízszintes aljzatú, és jellemző szelvénytípusa az alagút. Breccsazóna van benne. Szervetlen, helyben keletkezett törmelékkitöltése kőzettörmelékből és a befoglaló kőzet oldási maradékából áll. Avar és némi talaj, humusz fordul elő benne. Alacsonyrendű, pók és rovar lett megfigyelve az üregben. Időszakosan csepegő vizek jelennek meg benne. Tematikus feldolgozás: térkép, fénykép, kataszter, leírás. Az alapvetően megváltoztatott barlang taposott és mélyített aljzatú. A könnyű sétával megközelíthető, könnyen járható barlang megtekintéséhez nem szükséges engedély. Illetékes természetvédelmi hatóság: Duna–Ipoly Nemzeti Park. A barlang felszínének védettsége: Budai Tájvédelmi Körzet. Kapcsolódó dokumentum: a barlang térképe.

## Képgaléria

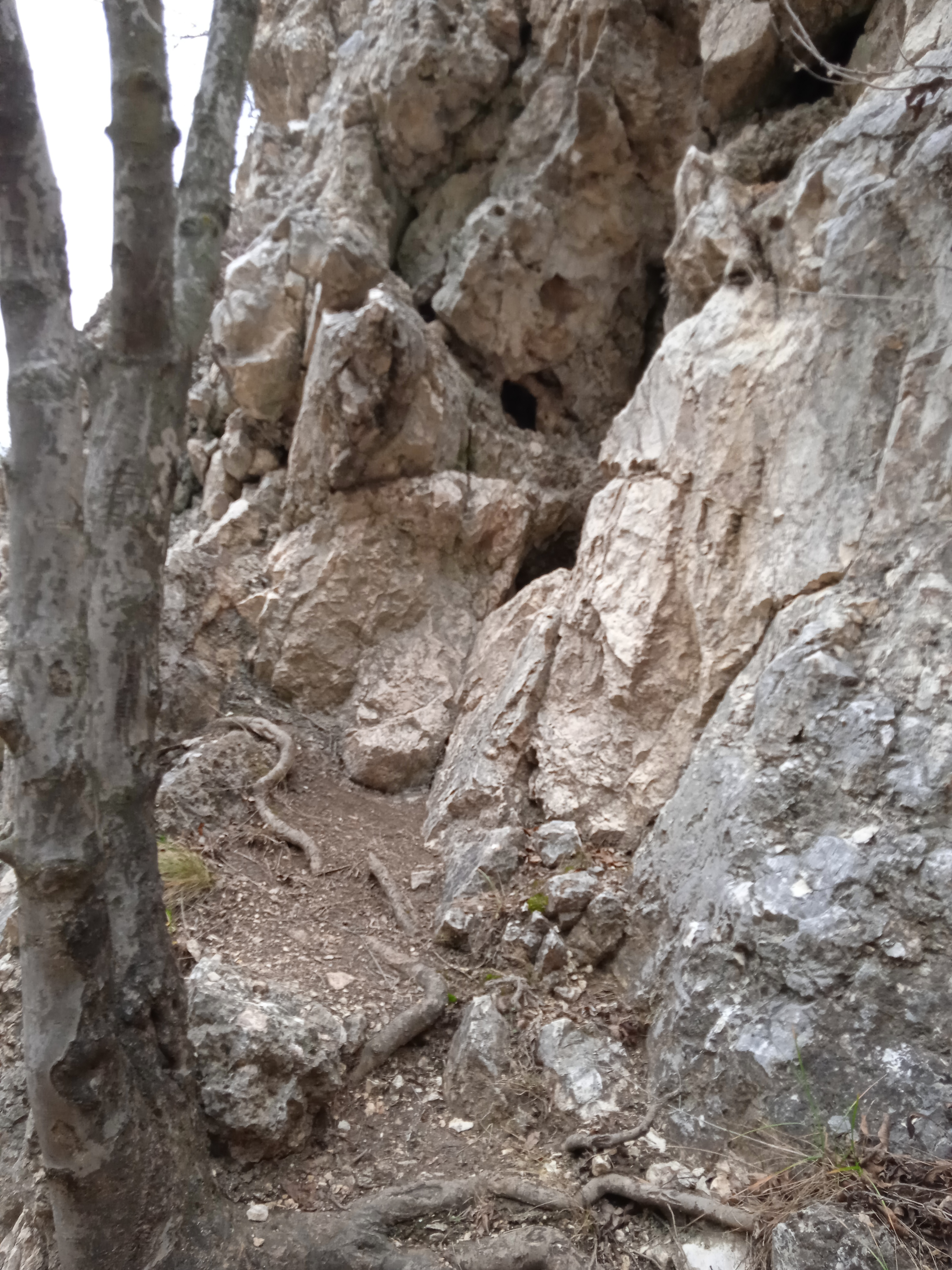
A Hosszúerdő-hegyi-rókalyuk bejárata
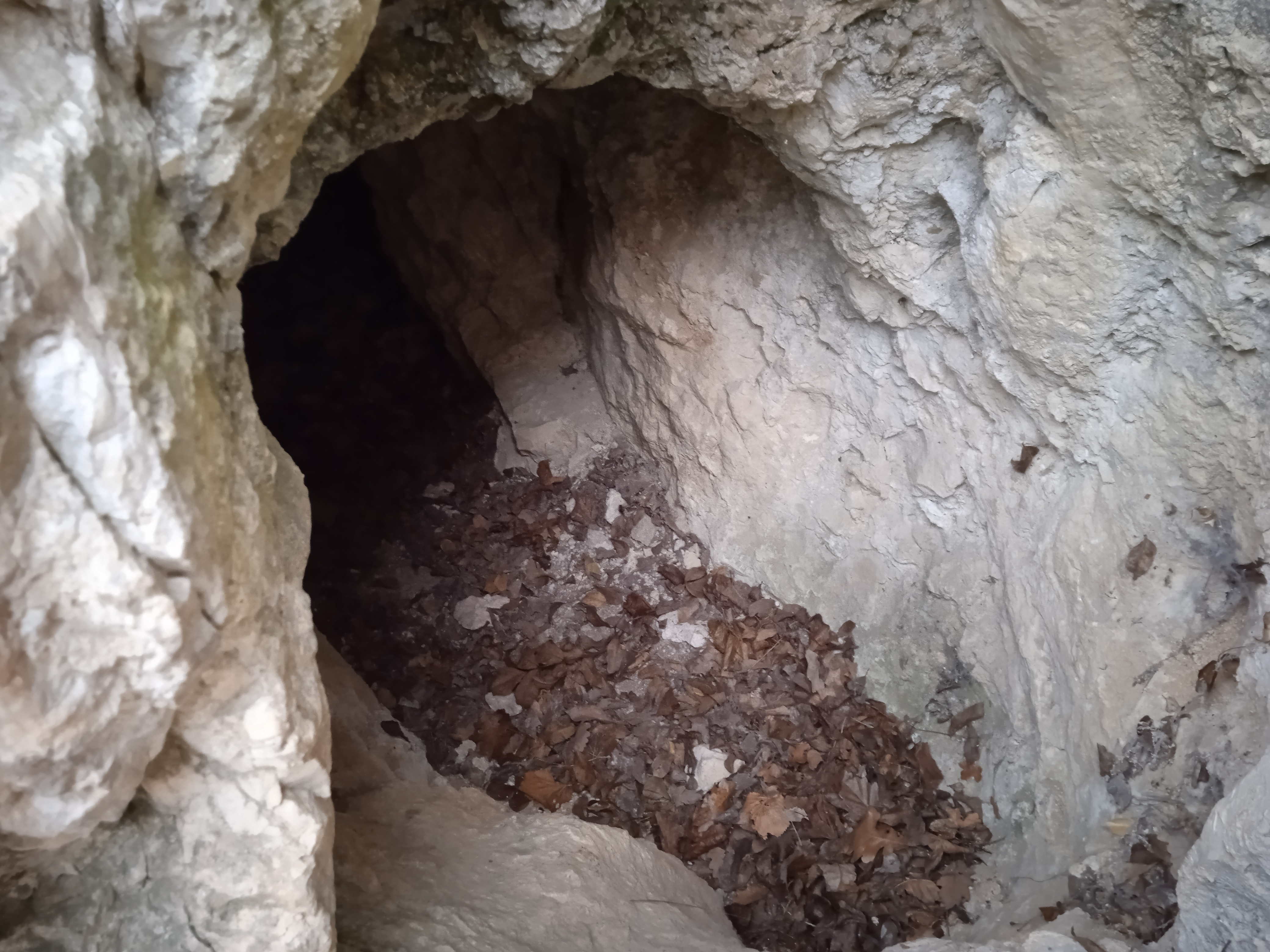
A Hosszúerdő-hegyi-rókalyuk bejárati része